# Cocoon (banda)
Cocoon é um grupo francês de pop /folk com músicas em inglês, formada em 2006 e composta por Mark Daumail (voz e cordas) e Imbeaud Morgan (vocal e teclados). No palco, eles são acompanhados por Raphael Séguinier (bateria), Oliver Smith (baixo e contrabaixo) e Sophie, Julie (violão).

## Discografia

### EP
- I Hate Birds (EP) (2006)
- From Panda Mountains (EP) (2007)

### Álbuns
- My Friends All Died In A Plane Crash (2007)
- Where The Oceans End (2010)

### DVD
- Back To Panda Mountains (2007)

### Singles
- On My Way septembre (2007)
- Chupee (2008)
- Owls (2009)